# Войцеховський Адольф Домінікович
Адольф Домінікович Войцеховський (нар. 12 березня 1875 — пом. 25 жовтня 1956) — матрос крейсера «Варяг» Російського імператорського флоту, вістовий командира крейсера В. Ф. Руднєва, учасник бою біля Чемульпо під час російсько-японської війни.
У 1905 році, проходячи службу на броненосці «Потьомкін», брав участь у повстанні.

## Біографія

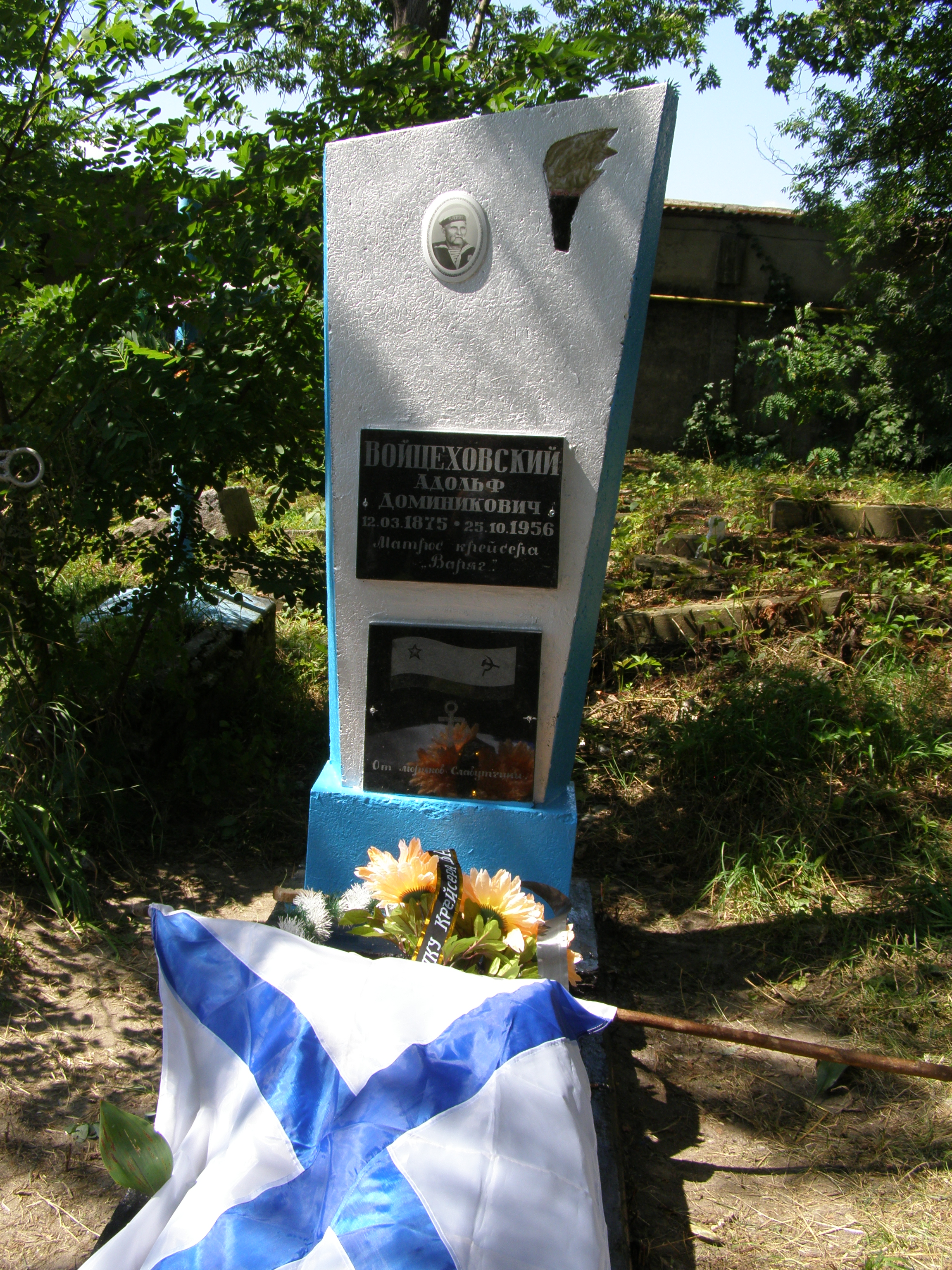
Могила Войцеховського А. Д., 2012

Народився в селі Погоріла Баранівської волості Новоград-Волинського повіту Волинської губернії у селянській родині. Закінчив один клас церковно-парафіяльної школи. Батько більше думав про те, щоб діти вміли ходити за плугом, косити, теслярствувати… Перебуваючи під враженням від розповідей дядька 1896 року їде до Одеси і влаштовується юнгою до дядька на корабель, капітана торгового судна Дмитра Войцеховського.
У 1900 році повертається до рідного села для проходження військової комісії і призивається на флот. Незабаром був зарахований в екіпаж на крейсер «Варяг».
27 січня 1904 року брав участь у бою біля Чемульпо навідником гармати. Після бою, після прибуття на рейд, командир крейсера В. Ф. Руднєв призначив його вістовим у зв'язку з пораненням Тихона Прокоповича Чібісова. Врятував машиніста Крилова Степана Давидовича. Одним з останніх залишив крейсер.
За бій при Чемульпо поряд з іншими нижніми чинами був нагороджений відзнакою Військового ордена 4-го ступеня № 97920 і медаллю «За бій „Варяга“ і „Корейця“».
З Лібави Адольфа Домініковича направили на Чорноморський флот, а в Севастополі його зарахували в команду ескадреного броненосця «Князь Потьомкін-Таврійський». Там він познайомився із земляком Григорієм Микитовичем Вакуленчуком і потоваришував із ним. Після повстання і загибелі Григорія, серед дванадцяти матросів був присутній на похороні 16 червня 1905 року в Одесі.
25 червня 1905 року, після сходження з корабля в порту Констанца, їде в Галац.
За участь у повстанні був позбавлений нагород і, як і весь екіпаж броненосця, підлягав затриманню, обшуку і перепровадженню в Севастополь у розпорядження Військового прокурора; цей список департамент поліції розіслав по всіх губерніях. Переслідуваний царським урядом, дванадцять років довелося ховатися в Румунії разом із командою броненосця.
У 1916 році, коли російські війська вступили на територію Румунії, матрос добровольцем вступив до 53-го піхотного Волинського полку, де його призначили в артилерійський розрахунок навідником. До Севастополя повернувся з Румунії лише в травні 1917 року. За станом здоров'я залишив службу на флоті й поїхав у рідне село.
Повернувшись у Погоріле, нікого з сім'ї не застав: батько з матір'ю померли, брати й сестри роз'їхалися в пошуках кращого життя; тож із семи братів і шести сестер він залишився один у рідному селі. У селі його обрали головою комітету бідноти, пізніше організував сільськогосподарську артіль імені Тараса Шевченка. Потім переїхав у село під Шепетівкою, де жив до 1943 року.
У 1943 році до Шепетівського відділення гестапо надійшов наклеп «на причетність до партизанів», за яким його заарештували і повезли до коменданта. Дорогою Адольфу Домініковичу вдалося втекти від конвоїрів і переховуватися аж до 1944 року в Славуті, поки війська 1-го Українського фронту не звільнили місто.
Популярність до Адольфа Домініковича прийшла після того, як 19 квітня 1944 року в будинку Адольфа Домініковича розмістився на ночівлю кореспондент журналу «Військовий вісник» підполковник Іван Ілліч Пономарьов, який прибув до Славути, де розміщувався штаб і політуправління фронту. Влітку 1946 року І. І. Пономарьов, за спогадами Адольфа Домініковича, пише нарис «Быль о „Варяге“», який опублікувала «Комсомольська правда» 30 червня 1946 року. Редакція газети «Комсомольская правда» запрошує Адольфа Домініковича до Москви, де йому влаштовують сердечний прийом. Після цього послідували виступи по радіо в «краснофлотській годині», на зборах, вступ до комсомолу, прийоми у високопоставлених керівників:
- 12 липня 1946 року виступи по радіо в «краснофлотській годині».
- 13 липня 1946 року був на прийомі у Головкома ВМФ адмірала флоту СРСР М. Г. Кузнєцова[1], який після завершення бесіди вручив Адольфу Домініковичу медаль «За перемогу над Японією» і дозволив постійно носити морську форму.
- 15 липня 1946 року був у Колонній залі Будинку Союзів на вечорі випускників школи робітничої молоді.
- 19 липня 1946 року був на прийомі у Голови Президії Верховної Ради СРСР М. М. Шверника.
- 20 липня 1946 року в клубі заводу «Серп і Молот» був на зустрічі з молоддю (докладніше — у книзі І. І. Пономарьова «Долі героїв», Мурманське книжкове видавництво, 1961[2]).

26 серпня 1946 року Адольф Домінікович повертається до Славути. У 1948 році разом із колишніми матросами крейсера «Варяг» — Степаном Давидовичем Криловим, Кузьмою Васильовичем Хватковим, Тихоном Прокоповичем Чібісовим та Іваном Юхимовичем Капленковим відпочивав у підмосковному санаторії.
18 листопада 1948 року у селі Савине Тульської області матроси з «Варяга» поклали вінок на могилу свого командира В. Ф. Руднєва.
У серпні 1949 року Адольф Домінікович приїхав до Одеси. Він побував у гостях у моряків китобійної флотилії «Слава», у курсантів морехідного училища, виступав зі спогадами в Зеленому театрі. Побував на могилі друга Григорія Вакуленчука.
У липні 1950 року був у гостях на Балтійському флоті.
8 лютого 1954 року Адольф Домінікович був на вечорі, присвяченому 50-річчю від дня героїчного подвигу моряків крейсера «Варяг», що проходив у Центральному Будинку Радянської Армії. Усіх матросів крейсера було нагороджено медалями «За відвагу» (Указ президії Верховної Ради СРСР № 54 від 08.02.1954 р.).
25 червня 1955 року в Центральному Будинку Радянської Армії відбулося відкриття ювілейної урочистості на відзначення 50-річчя повстання на «Потьомкіні». В урочистій обстановці матроси броненосця «Потьомкін» були нагороджені орденами, зокрема Адольф Домінікович нагороджений орденом Червоної Зірки (Указ президії Верховної Ради СРСР від 20.07.1955 р.).
25 жовтня 1956 року, матрос крейсера «Варяг» і броненосця «Потьомкін», який проживав у місті Славута на вул. Мануїльського, 59, на 81-му році пішов з життя.

## Пам'ять
- У 2012 році на могилі А. Д. Войцеховського у місті Славута відновлено пам'ятник.

## Цікаві факти
- У 2004 році Георгіївський хрест № 97920 і медалі Російської імперії, що належали Войцеховському А. Д., куплені на аукціоні за 19500 доларів (лот 59)[3].

## Галерея

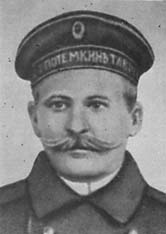
Войцеховський А. Д. (1905)
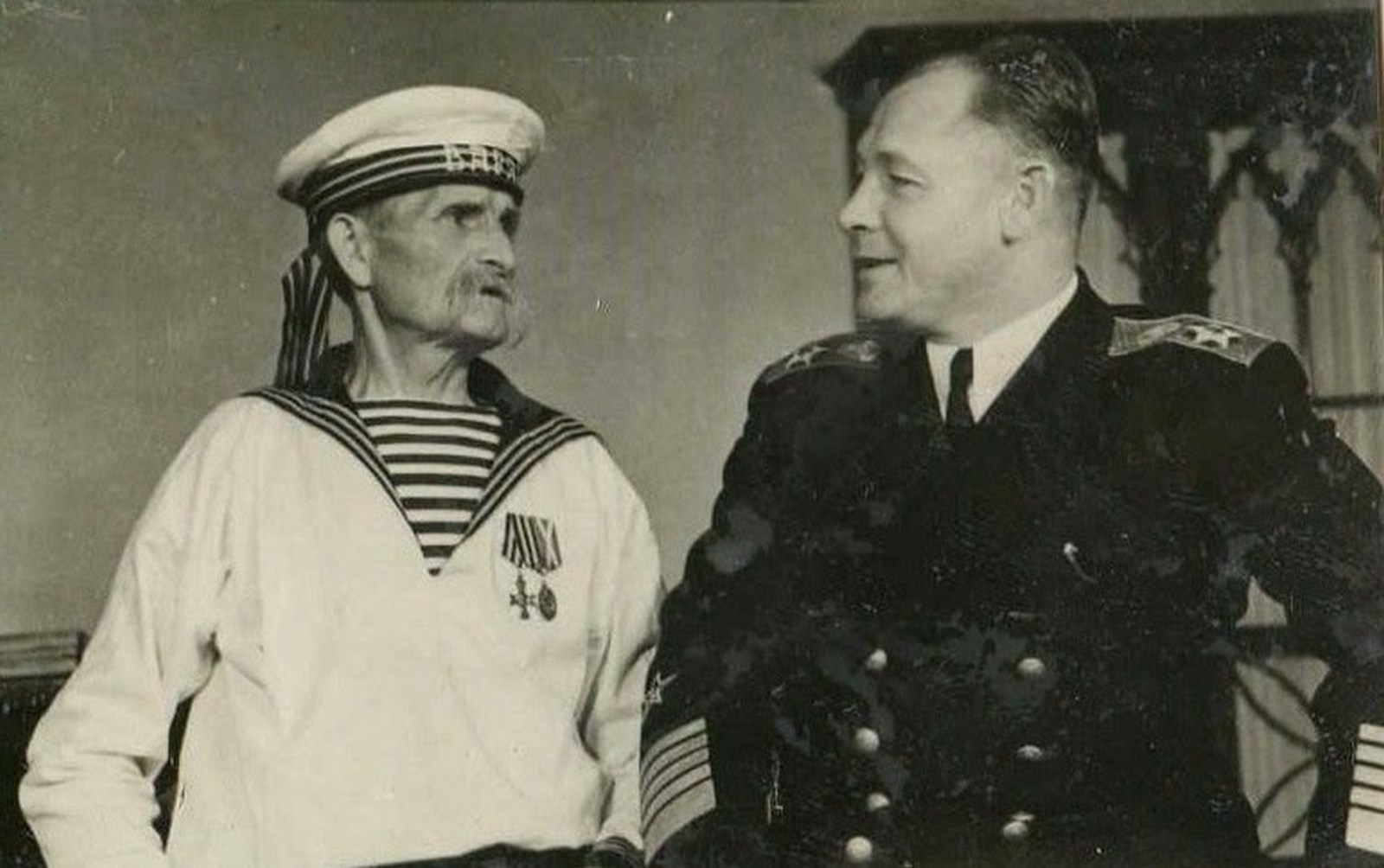
Войцеховський на прийомі у Кузнєцова
A. Д. Войцеховський
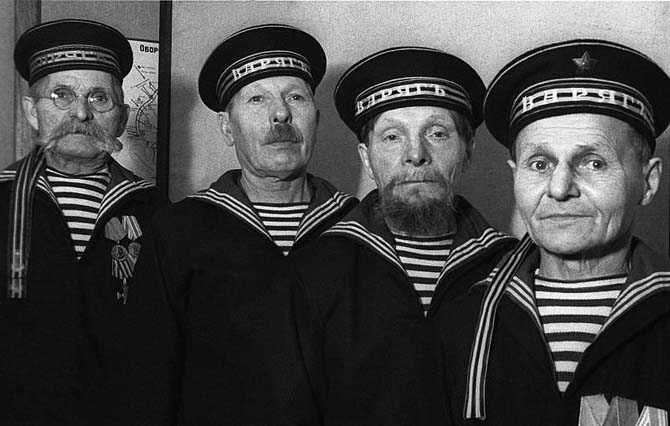
Зустріч матросів із «Варяга» у ВПА ім. Леніна
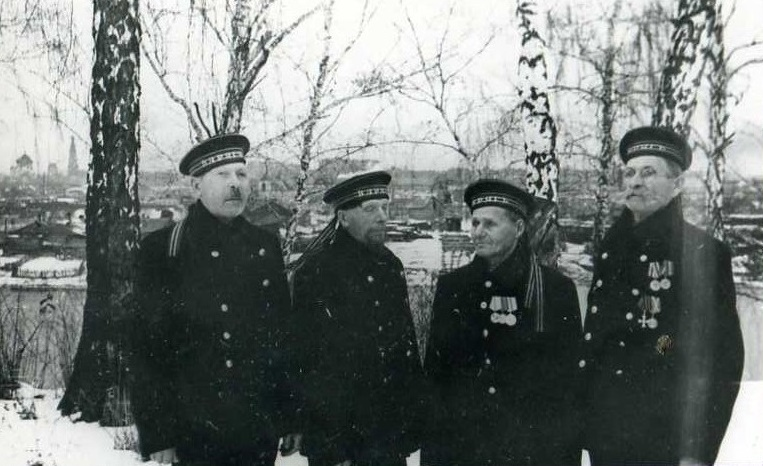
Зустріч матросів з «Варяга»